# Beelzebub
Beelzebub (べるぜバブ Beruzebabu?) es una serie de manga escrita e ilustrada por Ryūhei Tamura, originalmente publicada en la revista Shōnen Jump de Shūeisha. Beelzebub fue publicado por primera vez como un one-shot de Tamura en la revista Weekly Shonen Jump del año 2008, entre el volumen 37-38, donde ganó el Gold Future Cup. Posteriormente comenzó a ser serializado en la misma revista y finalizó en su decimotercer volumen en 2014, después de 240 capítulos y 27 volúmenes. Un spin-off de la serie fue publicado en su revista hermana, Jump Next!, bajo el nombre de Beelzebub Another (べるぜバブ 番外編 Beruzebabu Bangai Hen?) desde 2014 a 2015. Una adaptación a serie de anime fue anunciada y comenzó a transmitirse en Japón el 9 de enero de 2011, finalizando el 25 de marzo de 2012.

## Argumento
La historia se centra en Tatsumi Oga, el "delincuente juvenil más fuerte", quien cursa su primer año en el Instituto Ishiyama, una escuela para delincuentes. Un día, mientras golpeaba a otros bravucones cerca de un río, es testigo de como un hombre aparece flotando en el río, quien de repente se parte en dos y de él emerge un bebé. Este bebé es el hijo del Rey demonio quien fue enviado para destruir la tierra y Oga fue elegido para criarlo junto con la sirvienta del bebé, Hilda. La historia cuenta la vida de Tatsumi con el niño y la escuela para delincuentes, aunque la historia realmente empieza cuando él le comienza a contar a su mejor amigo Furuichi Takayuki cómo encontró al bebé.

## Personajes

### Principales
Tatsumi Oga (男鹿 辰巳 Oga Tatsumi?)
Voz por: Katsuyuki Konishi
Oga primeramente es introducido como un joven muy fuerte, derrotando a unos compañeros de clase y haciéndolos inclinarse ante él porque lo atacaron cuando estaba durmiendo. Luego de una serie de extraños sucesos termina siendo el "padre" terrenal del hijo del Rey Demonio, Beelzebub IV. Oga fue elegido para este papel debido a que poseía las cualidades ideales para ser el padre del futuro Rey: fuerte, arrogante y sin ningún respeto por otras personas. Además de esta lista de atributos, a Oga también parece serle placentero atormentar a otros. Según Hilda, Oga y Beelzebub no pueden estar separados por más de quince metros, y cualquier intento de separarlos por más de esa medida ocasionaría la muerte de Oga. En su mano derecha tiene un tatuaje que simboliza su contrato con Beelzebub (llamado como "Zebul Spell"), que crece cada vez que pelea. Este contrato también le permite a Oga tener acceso a una inmensa cantidad de poderes demoníacos, aunque Oga trata de dejar de pelear para limitar los poderes que serán usados para eliminar la raza humana. También parece no tener ningún amigo aparte de su compañero de clases, Furuichi. Actualmente vive con sus padres y hermana mayor, aunque Hilda y Beelzebub se mudaron recientemente ahí. Actualmente está en primer año en la escuela Ishiyama y, sorprendentemente, Oga es una digna figura paterna para Beelzebub.
Kaiser de Emperana Beelzebub IV (カイゼル・デ・エンペラーナ・ベルゼバブ4世 Kaizeru de Enperaāna Beruzebabu yonse?)
Voz por: Ayumi Fujimura (VOMIC), Miyuki Sawashiro (OVA, anime)
Conocido como Beelzebub o "Bebé-Beel", es el hijo del rey de los demonios. Es bastante apegado a Oga, siempre aferrado a su espalda o sentado en su cabeza. Cuando está agitado o mira sangre, hace una rabieta o electrocutara a alguien espontáneamente dentro de su entorno. Sin Oga, él es físicamente más débil que la mayoría de los niños, pero estando en contacto con Oga le permite desatar sus poderes demoníacos. El llanto habitual de Beelzebu es un "Daabū!", y siempre está desnudo con un chupete en su boca.
Hildagarde ( ヒルデガルダ Hirudagarude?)
Voz por: Kana Ueda (VOMIC),  Shizuka Itō (OVA, anime)
Hildagarde, o como ella prefiere que la llamen, Hilda, es un demonio-sirviente quien ayuda a Oga a cuidar de Beelzebub IV. Hilda venera al Rey Demonio y siente que es un gran honor haber sido escogida como la "madre" o la cuidadora de su hijo por este. Sus más grandes características incluyen su apariencia Lolita Gótica y (desde el punto de vista de la hermana de Oga) "unas enormes frontales". Ella maneja una criatura voladora conocida como AK-Baba como medio de transporte y posee una sombrilla que tiene una espada en el mango. La familia de Oga tiene la impresión de que Tatsumi y Hilda tuvieron relaciones y Beelzebub fue la consecuencia de ello. 
Aoi Kunieda (邦枝葵 Kunieda Aoi?)
Voz por: Aki Toyosaki
Kunieda es una estudiante de segundo año en Ishiyama, tiene pelo largo azul oscuro, al igual que sus ojos, maneja una espada de madera y es muy habilidosa lo que la convirtió en líder de las Red Tails, también es una chica seria que se preocupa por sus secuaces y por ello es admirada por las mismas, conforme pasa la historia ella se enamora de Oga por un malentendido ocurrido en un parque, pero el amor no es recíproco, ya que a Oga solo le preocupa luchar. Ella tiene fantasías y confunde mucho las palabras que dice Oga, lo que ocasiona graciosos malentendidos amorosos por su parte. Por lo general, en la primera parte se la ve vestida de delincuente, mientras que en el arco de St Ishiyama se la ve con su uniforme, pero no descarta su antigua vestimenta cuando la necesita. Cuando pasea a su hermano pequeño lleva una vestimenta casual para no levantar sospechas, con la cual Oga se confunde pensando que es una prima de Kunieda.
Takayuki Furuichi (古市貴之 Furuichi Takayuki?)
Voz por: Takayuki Kondō (VOMIC),  Takahiro Mizushima (OVA, anime)
Otro estudiante de primer ingreso en Ishiyama, Furuichi parece el único que no es un delincuente en la historia hasta el momento, e incluso parece que no tiene habilidades de pelea. Y muy frecuentemente puntualiza la absurda situación de Oga, actuando como el miembro más racional y pacífico en el grupo. Es un cobarde empedernido, aunque si hay una chica de por medio siempre tratara de lucirse queriendo aparentar ser más fuerte de lo que en realidad es. Furuichi parece ser el único amigo de Oga y es por el que generalmente va Oga a buscar conversación. Es cómicamente referido como el "Idiota de Furuichi" por Oga, y es la víctima más patética de muchas bromas en la historia.
Alaindelon (アランドロン Aranderon?)
Voz por: Wataru Takagi
Primero es visto flotando río abajo atravesado por flechas, y luego se divide a la mitad apareciendo Beelzebub de su interior entregándoselo a Oga. Alaindelon es introducido como un demonio interdimensional en el tercer capítulo. Se supone que es una representación satírica del cantante Freddie Mercury.[cita requerida]

## Media

### Manga
El manga es escrito e ilustrado por Ryūhei Tamura. El primer capítulo del manga fue publicado en febrero del 2009 por Shūeisha en la revista Weekly Shonen Jump como un One-shot, los capítulos sucesivos son publicados semanalmente. El primer volumen salió a la venta el 2 de julio de 2009. La serie terminó en 2015 con 240 capítulos y 28 volúmenes a sus espaldas. Un spin-off ilustrado por el mismo autor ha sido confirmado en la revista Shonen NEXT! empezando en mayo de 2015.

### Anime
Studio Pierrot produjo un OVA titulado "Beelzebub: Hirotta Akachan wa Daimaou!?" (Beelzebub: este bebé es el rey de los demonios?") que fue emitido durante el Jump Super Anime Tour en octubre del 2010. El 9 de enero de 2011  empezó a transmitirse el anime en la cadena televisiva Yomiuri TV y culminó el 2012. Tanto la OVA como el anime fueron dirigidas por Nobuhiro Takamoto.